# 紫荆山立交桥
紫荆山立交桥位于中华人民共和国河南省郑州市金水区紫荆山，为郑州市“四桥一路”工程的组成部分。紫荆山立交桥东西向连接金水路，南北向连接紫荆山路和花园路，西南方向接人民路，为郑州市内的一处交通枢纽。

## 设计
紫荆山立交桥为环形加直通式三层立交桥，最上层为金水路方向的高架桥，桥面宽16米，设双向4车道。第二层为解决相交转弯的圆形环道，并设引道连接各个方向。其中连接金水路、花园路和紫荆山路的引道均各为两条宽8.5米的单向双车道，连接人民路的引道为双向4车道。地面层为环岛。

## 历史
为改善市内交通，塑造都市形象，1994年初，中共郑州市委、郑州市人民政府决定在市区金水路上修建四座立交桥及一条高架路，包括紫荆山立交桥、新通桥立交桥、大石桥立交桥、河医广场立交桥以及新通桥和大石桥之间的高架路，合称为“四桥一路”。“四桥一路”于1994年6月10日开工，当年12月28日全线通车，开创了郑州市大型重点工程当年决策、当年施工、当年竣工的先河。工程总投资3.7亿元人民币，采用贷款修建，建成后对郑州市的机动车收费还贷。
2016年5月，紫荆山立交桥的桥面沥青层进行更新维护。